# Prvenstvo Hrvatske u vaterpolu za žene
Prvenstvo Hrvatske u vaterpolu za žene se održava redovito od 2001.godine, a vodi ga Hrvatski vaterpolski savez pod nazivom Prva liga žene.

## Povijest
Prvi ženski vaterpolski klubovi u Hrvatskoj su se osnivali početkom 1980.-ih godina. Prvenstva SR Hrvatske su se održavala između 1988. i 1990. godine (uz povremena neslužbena prije), te je potom ženski vaterpolo zamro. Klubovi su se počeli obnavljati 1997., a prvenstvo je startalo 2001. godine. Do 2005. godine je igrano kroz turnire, a od tada kao liga. 

## Sudionici prve lige 2016.
- Jug, Dubrovnik
- Primorje EB, Rijeka
- Suzuki Bura, Split
- Viktorija, Šibenik
- Mladost, Zagreb

## Prvaci i doprvaci po godinama
| godina    | prvak               | doprvak                     |
| --------- | ------------------- | --------------------------- |
| 2001.     | POŠK (Split)        | Aurum osiguranje Zagreb     |
| 2002.     | POŠK (Split)        | Zagreb                      |
| 2003.     | POŠK (Split)        | Zagreb                      |
| 2004.     | Bura (Split)        | Zagreb                      |
| 2005.     | Bura (Split)        | Gusar (Sveti Filip i Jakov) |
| 2006.     | Bura (Split)        | Primorje (Rijeka)           |
| 2007.     | Primorje (Rijeka)   | Bura (Split)                |
| 2008.     | Bura (Split)        | Viktorija (Šibenik)         |
| 2009.     | Mladost (Zagreb)    | Bura (Split)                |
| 2010.     | Mladost (Zagreb)    | Primorje (Rijeka)           |
| 2011.     | Bura (Split)        | Primorje (Rijeka)           |
| 2012.     | Mladost (Zagreb)    | Bura (Split)                |
| 2013.     | Mladost (Zagreb)    | Bura (Split)                |
| 2014.     | Mladost (Zagreb)    | Bura (Split)                |
| 2014./15. | Mladost (Zagreb)    | Bura (Split)                |
| 2016.     | Suzuki Bura (Split) | Primorje EB (Rijeka)        |
| 2017.     | Mladost (Zagreb)    | Bura Suzuki (Split)         |
| 2018.     | Mladost (Zagreb)    | OVK POŠK (Split)            |
| 2019.     | Mladost (Zagreb)    | OVK POŠK (Split)            |
| 2020.     | Mladost (Zagreb)    | Jadran (Split)              |

### Vječna ljestvica
- 10 / 0
  - Mladost (Zagreb)
- 9 / 7
  - Bura / Suzuki Bura / POŠK (Split)
- 1 / 4
  - Primorje / Primorje EB (Rijeka)
- 0 / 4
  - Zagreb / Aurum osiguranje (Zagreb)
- 0 / 2 
  - OVK POŠK / POŠK (Split)
- 0 / 1
  - Gusar (Sveti Filip i Jakov)
  - Viktorija (Šibenik)
  - Jadran (Split)

 zaključno s 2020. godinom 

### Prvenstva SR Hrvatske
| god.  | prvak                 | doprvak                 |
| ----- | --------------------- | ----------------------- |
| 1982. | Vela Luka             | Brodograditelj (Betina) |
| 1983. | Vela Luka             | Jadran (Split)          |
| 1984. | Vela Luka             | Jadran (Split)          |
| 1988. | Jadran-Koteks (Split) | Key (Opatija)           |
| 1989. | Jadran-Koteks (Split) | Key (Opatija)           |
| 1990. | Key (Opatija)         | Jadran-Koteks (Split)   |

## Poveznice
- Hrvatski kup u vaterpolu za žene
- Hrvatsko vaterpolsko prvenstvo za muškarce
- Hrvatski vaterpolski savez